# Lupin III - The First
Lupin III - The First (ルパン三世 THE FIRST?) è un film d'animazione giapponese del 2019, scritto e diretto da Takashi Yamazaki, parte del franchise di Lupin III, basato sui personaggi di Monkey Punch.
Ambientato alla fine degli anni '60, nell'era Shōwa, il film segue il ladro gentiluomo Lupin III e la sua banda a Parigi e in Brasile per scoprire dove si trova il Diario di Bresson, un tesoro che nemmeno il nonno di Lupin, Arsène Lupin, è riuscito a rubare. Una battaglia per il diario meccanico si scatena mentre un gruppo di cacciatori di tesori nazisti guidati da Lambert e Geralt è in corsa per rubarlo, con il premio che chi decifra il suo mistero sarà il proprietario di un'enorme fortuna.
Lupin III: The First è uscito nelle sale giapponesi il 6 dicembre 2019 distribuito da Toho. GKIDS ha distribuito il film in Nord America il 18 ottobre 2020. Il film è stato una delle selezioni per i Japan Academy Awards nel 2020.
Il film ha ottenuto il plauso della critica, con elogi diretti alla trama, alle prestazioni vocali, alla fedeltà al materiale originale e, in particolare, all'animazione. Molti hanno ritenuto che la serie fosse passata bene in CGI, lodando il livello di dettaglio e fluidità.

## Trama
Nella Francia occupata dai nazisti, il professor Bresson affida alla sua famiglia il suo diario dotato di trappola esplosiva e un amuleto contenente la chiave del libro. Il diario dovrebbe essere la guida a un immenso tesoro chiamato Eclipse, che un gruppo di nazisti che lavora per l'Ahnenerbe cerca di metterne le mani. Bresson viene ucciso dai tedeschi in arrivo, mentre la sua famiglia fugge, ma viene inseguita da uno scienziato dell'Ahnenerbe, il professor Lambert, e finisce in un incidente stradale a cui sopravvive solo la figlia piccola. Lambert ruba l'amuleto, ma non riesce a trovare il diario, che è andato perso durante l'inseguimento.
Negli anni sessanta il diario riemerge durante una mostra commemorativa in onore di Bresson. Lupin III cerca di rubarlo, come suo nonno aveva tentato senza successo prima di lui, solo per essere sventato prima da una bella ragazza travestita da guardia di sicurezza, poi da Fujiko Mine, e arrestato dall'ispettore Koichi Zenigata. Sulla strada per la prigione, Lupin viene liberato dai suoi amici Daisuke Jigen e Goemon Ishikawa XIII e poi si intrufola a casa della guardia di sicurezza travestita, una giovane studentessa di archeologia di nome Laetitia. Lupin presenta a Laetitia un amuleto simile a quello rubato da Lambert, che gli aveva lasciato il nonno. Laetitia contatta Lambert, che è diventato suo nonno adottivo e per ordine del quale avrebbe dovuto rubare il libro. Lambert le dice di portargli Lupin e il secondo amuleto, in cambio della possibilità di frequentare l'Università di Boston per studiare archeologia.
Nel frattempo, Fujiko consegna il diario a un piccolo gruppo di fuggitivi dell'Ahnenerbe ancora alla ricerca dell'Eclipse, tra cui Lambert e il loro leader Gerard. Tuttavia, Gerard scopre rapidamente il piano di Fujiko per ottenere il tesoro e la fa prigioniera. Laetitia conduce Lupin al nascondiglio di Lambert, un aereo da trasporto personalizzato, dove recuperano il libro e la controparte dell'amuleto di Lupin. Lupin riesce a disinnescare la trappola e apre il diario, e i due scoprono che l'Eclipse è un generatore di energia lasciato da una civiltà perduta altamente avanzata ed è nascosto tra le rovine di Teotihuacan, e sapendo che Laetitia lo ha portato in una trappola, Lupin si arrende volontariamente a Gerard e Lambert. Quando Lupin viene rinchiuso con Fujiko, quest'ultima lo usa come diversivo per scappare da sola. Lupin si intrufola di nuovo nell'aereo e origlia Gerard e Lambert, apprendendo che stanno cercando nientemeno che lo stesso Adolf Hitler, che secondo quanto riferito ha simulato la sua morte ed è fuggito in Sud America durante la caduta di Berlino, e ora intende usare l'Eclipse per resuscitare il Terzo Reich.
Quando Laetitia, che ha anche ascoltato la conversazione, affronta i due uomini, Gerard la lancia fuori dall'aereo. Riprendendo il diario e gli amuleti, Lupin salta dietro di lei, e lui e Laetitia vengono salvati da Fujiko, Jigen e Goemon. Rimasto bloccato dai loro avversari, Lupin convoca Zenigata nella sua posizione e ruba il suo elicottero dell'Interpol. Zenigata riesce a tornare a bordo e, dopo aver appreso della posta in gioco, fa squadra con la banda di Lupin e Laetitia per contrastare i cattivi. Durante uno scalo, Lupin rivela a Laetitia di aver dedotto che fosse la nipote di Bresson e che Lambert l'ha adottata solo per mettere le mani sul diario e sull'Eclipse. Scopre anche che suo nonno aveva effettivamente aiutato Bresson a trovare l'Eclipse, ma in seguito ha intrappolato il libro per Bresson per evitare che l'Eclipse cadesse nelle mani sbagliate.
Nel frattempo, Gerard e Lambert trovano il nascondiglio dell'Eclipse, ma non riescono a oltrepassare le sue trappole senza il diario, costringendoli a tornare nel luogo in cui hanno lasciato Lupin. Sfruttando la loro assenza, la squadra di Lupin supera gli ostacoli, ma sono poi costretti a scoprire che la ritirata dei loro nemici era solo uno stratagemma per aprire la strada all'Eclipse. Lambert e Gerard attivano l'Eclipse, che riporta loro e Laetitia in superficie, ma la squadra di Lupin li intercetta prima che possano scappare, facendo precipitare l'aereo di Lambert. Lambert usa l'Eclipse per far ripartire l'aereo e attiva un micro buco nero per eliminare la squadra di Lupin; credendoli morti e ubriaco di potere, rivendica il dispositivo per sé e incenerisce il diario. Quando si prepara a usare l'Eclipse per distruggere Berlino, Gerard lo combatte; quando Laetitia prende il controllo del dispositivo, Gerard le spara, ma Lambert prende il proiettile per lei e muore. Subito dopo, Gerard riceve la notizia che Hitler è stato localizzato e gli porta l'Eclipse e Laetitia.
Quando Gerard arriva al quartier generale dell'Ahnenerbe, incontra Hitler e i due partono sull'Eclipse per vedere le sue capacità, e Laetitia viene incarcerata. Si ritrova in compagnia di Jigen e scopre che Lupin e la sua banda hanno battuto Gerard prima alla base con l'aiuto di Zenigata e dell'Interpol, e Lupin è segretamente mascherato da Hitler all'arrivo di lei e di Gerard. Di nuovo sull'Eclipse, Lupin si toglie il suo travestimento e Gerard lo attacca, ma Lupin manomette i controlli di Eclipse per rilasciare un micro buco nero direttamente all'interno dell'Eclipse. Gerard viene risucchiato nel buco e muore mentre Lupin scappa a malapena con un dispositivo gravitazionale che ha tenuto dalle rovine di Teotihuacan. Dopo un affettuoso ma frettoloso addio a Laetitia - e averle regalato il dispositivo gravitazionale insieme all'iscrizione a Boston come regalo d'addio - Lupin e i suoi soci si affrettano per sfuggire a Zenigata.

## Personaggi
- Lupin III
- Daisuke Jigen
- Goemon Ishikawa XIII
- Fujiko Mine
- Koichi Zenigata
- Laetitia
- Gerard
- Il professor Lambert

## Distribuzione
In Giappone la pellicola è stata distribuita a partire dal 6 dicembre 2019 dalla Toho.
In Italia doveva inizialmente essere distribuita nei cinema dal 27 febbraio 2020 da Koch Media, ma l'uscita è stata prima rimandata e poi cancellata a causa della pandemia di COVID-19. Successivamente il film è stato reso disponibile alla visione in streaming su Amazon Prime Video a partire dal 15 settembre 2020, mentre dal 29 ottobre 2020 è disponibile anche in DVD e Blu-ray con Slipcase, booklet e cards da collezione.

## Accoglienza

### Incassi
È stato distribuito il 6 dicembre 2019 in Giappone, classificandosi al secondo posto nel suo weekend di apertura incassando 307.395.900 yen (circa 2,82 milioni di dollari USA), dietro solo a Frozen II. Nella seconda settimana il film ha raccolto 5,45 milioni di dollari in dieci giorni. A gennaio 2020, il film ha guadagnato un totale di 1 miliardo di yen. Il film ha guadagnato un totale complessivo di 1,16 miliardi di yen (~ $ 11 milioni).
L'uscita in Blu-ray statunitense del film ha raggiunto la posizione numero 3 nella Top Ten Blu-ray Sellers per il fine settimana il 16 gennaio 2021. Lupin III: The First ha venduto il 38% in più rispetto al film numero 1 nella lista Tenet, insieme a una quota HD del 96%.

### Critica
Secondo la società giapponese di sondaggi sulla classifica dei film Pia, Lupin III: The First si è classificato al primo posto per gradimento dei film in uscita tra venerdì 6 dicembre e sabato 7 dicembre 2019. Le recensioni giapponesi sono state positive nei confronti del film.
Anche molte recensioni italiane sono state positive.
Su Rotten Tomatoes, il 95% dei 21 critici hanno dato al film una recensione positiva. Matt Schley delle recensioni di IGN ha dichiarato: "Con il nuovo stile visivo, le trame dettagliate dei veicoli, dei vestiti e degli altri oggetti del film praticamente saltano fuori dallo schermo. Piuttosto che un realismo totale, Yamazaki sembra puntare a qualcosa di più simile a un cartone animato, e alcune delle migliori inquadrature sembrano quasi un'argilla fluida. Lupin ha sempre puntato a sfidare la gravità e questo stile di animazione si adatta perfettamente. Quando salta sullo schermo, il corpo di Lupin si deforma e si allunga, non al punto da perdere ogni senso di peso, ma quel tanto che basta perché rimanga distintamente Lupin."
La recensione di Variety di Maggie Lee ha evidenziato che il film è rimasto alle sue radici: "L'ambientazione di questo film nei primi anni '60 non solo gioca sui suoi punti di forza, ma preserva anche l'atmosfera dell'originale nei progetti architettonici, veicolari e panoramici, emulando l'intenso e vibranti combinazioni di colori delle Bande dessinée franco-belga del dopoguerra." In termini di animazione, la recensione affermava: "Un grande ingresso è allestito in uno stile elegante e spettacolare, dalla ginnastica con lampadario a un inseguimento sul tetto, il tutto con una grazia da balletto mozzafiato che rivela anche i paesaggi urbani parigini del periodo in uno splendore romantico". Il verdetto finale è stato: "Questo spettacolo animato sontuoso e tecnicamente raffinato con l'amato ladro gentiluomo di manga giapponesi offre intrattenimento ad alto numero di ottani ma gioca sul sicuro con il canone".

## Riconoscimenti
- 2020 - Japan Academy Award
  - Miglior lavoro dell'animazione[28]
  - Candidatura come miglior film d'animazione
- 2020 - Festival internazionale del film d'animazione di Annecy
  - Candidatura come miglior lungometraggio
- 2020 - Sitges - Festival internazionale del cinema fantastico della Catalogna
  - Candidatura per la miglior animazione

## Tributo a Monkey Punch
Nei titoli di coda c'è una dedica per Monkey Punch, il creatore dei personaggi originali di Lupin III, scomparso prima dell'uscita del film.